# روبرت ماكنزي (لاعب اتحاد الرغبي)
روبرت ماكنزي (بالإنجليزية: Robert McKenzie)‏ هو لاعب اتحاد الرغبي نيوزيلندي، ولد في 1 يونيو 1869 في أوكلاند في نيوزيلندا، وتوفي في 24 يونيو 1940 في هاميلتون في نيوزيلندا.